# Rivière Blanche (rivière Péribonka)
Pour les articles homonymes, voir Rivière Blanche.
La rivière Blanche est un affluent du lac Tchitogama (bassin de la rivière Péribonka et du Lac Saint-Jean), coulant dans le territoire non organisé de Mont-Valin et la municipalité de Bégin (MRC du Fjord-du-Saguenay), dans la région administrative du Saguenay-Lac-Saint-Jean, dans la province de Québec, au Canada.
La surface de la rivière Blanche habituellement gelée de la fin novembre au début avril, toutefois la circulation sécuritaire sur la glace se fait généralement de la mi-décembre à la fin mars.

## Géographie
Le cours de cette rivière se situe entièrement dans le territoire de la Zec du Lac-de-la-Boiteuse ; le dernier segment de son cours constitue la limite sud de la ZEC.
Les principaux bassins versants voisins de la rivière Blanche sont :
- côté nord : lac de la Boiteuse, lac Auguste, rivière Péribonka, lac Vermont ;
- côté est : lac La Mothe, rivière Shipshaw ;
- côté sud : rivière Saguenay, rivière à l'Ours ;
- côté ouest : lac Tchitogama, rivière Péribonka, rivière Bernabé.

La source principale de la rivière Blanche est le lac Smith qui reçoit les eaux de plusieurs lacs dont les lacs des Bacon, Jobbers, en cœur, Petit lac aux Visons, Joseph et du lac Anne (altitude : 595 m).
À partir du lac Anne, le cours coule sur environ 18 km vers le sud-ouest jusqu'à la décharge du la Smith puis sur environ 15 km vers le sud-est jusqu'à son embouchure dans le lac Tchitogama (un élargissement de la rivière Péribonka).
À partir de l’embouchure de la rivière Blanche, le courant traverse vers le nord-ouest le lac Tchitogama sur sa pleine longueur ; puis descend vers le sud-ouest jusqu'à la rivière Péribonka.

## Toponymie
Le toponyme « Rivière Blanche » a été officialisé le 11 mai 1976 à la Banque des noms de lieux de la Commission de toponymie du Québec.